# Лінденгерст (Іллінойс)
Лінденгерст (англ. Lindenhurst) — селище (англ. village) в США, в окрузі Лейк штату Іллінойс. Населення — 14 406 осіб (2020).

## Географія
Лінденгерст розташований за координатами 42°25′2″ пн. ш. 88°1′35″ зх. д. / 42.41722° пн. ш. 88.02639° зх. д. (42.417147, -88.026434).  За даними Бюро перепису населення США в 2010 році селище мало площу 12,37 км², з яких 11,51 км² — суходіл та 0,86 км² — водойми.

## Демографія
Згідно з переписом 2010 року, у селищі мешкали 14 462 особи в 5002 домогосподарствах у складі 3910 родин. Густота населення становила 1169 осіб/км².  Було 5215 помешкань (422/км²).
Расовий склад населення:
| - 88,8 % — білих - 4,5 % — азіатів - 2,4 % — чорних або афроамериканців - 0,2 % — корінних американців - 1,9 % — осіб інших рас |

До двох чи більше рас належало 2,1 %. Частка іспаномовних становила 6,8 % від усіх жителів.
За віковим діапазоном населення розподілялося таким чином: 30,2 % — особи молодші 18 років, 61,4 % — особи у віці 18—64 років, 8,4 % — особи у віці 65 років та старші. Медіана віку мешканця становила 38,0 року. На 100 осіб жіночої статі у селищі припадало 95,8 чоловіків;  на 100 жінок у віці від 18 років та старших — 91,9 чоловіків також старших 18 років.
Середній дохід на одне домашнє господарство  становив 100 832 долари США (медіана — 85 625), а середній дохід на одну сім'ю — 114 474 долари (медіана — 102 643). Медіана доходів становила 71 500 доларів для чоловіків та 54 524 долари для жінок. За межею бідності перебувало 3,8 % осіб, у тому числі 3,6 % дітей у віці до 18 років та 4,7 % осіб у віці 65 років та старших.
Цивільне працевлаштоване населення становило 7287 осіб. Основні галузі зайнятості: освіта, охорона здоров'я та соціальна допомога — 25,4 %, виробництво — 16,4 %, роздрібна торгівля — 11,3 %, мистецтво, розваги та відпочинок — 8,2 %.